# Koszmosz–146
A Koszmosz–146 (oroszul: Космос 146) a Koszmosz műhold szovjet műszeres műhold-sorozat tagja. Technikai műhold, a Szojuz űrhajó kísérleti repülése.

## Küldetés
Leegyszerűsített  Szojuz űrhajó (7K–L1P). Az Л-1 (L–1) az emberes Hold-program összefoglaló jelölése. A sorozat első három kísérleti tagja 1964-1965 között repült, a 4. kísérlet sikertelen volt. Ez volt a 4. sikeres, egyben az első Hold-repülést ellenőrző program. A következő öt ellenőrző program 1967–1970 között valósult meg. A rakétafejlesztés a Szovjet holdprogram, a Zond-program része volt. A kísérlet célja, hogy Föld körüli pályáról elérjék a kozmikus sebességet. A 4. kísérlet során több hajtóanyag égett el a tervezetnél, ezért a program egy nap alatt befejeződött.

## Jellemzői
1967. március 10-én a Bajkonuri űrrepülőtér indítóállomásról a kifejlesztett négyfokozatú Proton hordozórakéta (UR-500 K-ET) elején elhelyezve indult Föld körüli, közeli körpályára. Az orbitális egység pályája 89.2 perces, 51.5 fokos hajlásszögű, elliptikus pálya-perigeuma 177 kilométer, apogeuma 296 kilométer volt. Hasznos tömege 5375 kilogramm.
1967. március 11-én, 1 napos szolgálat után, földi parancsra belépett a légkörbe és megsemmisült.

## Külső hivatkozások
- Koszmosz–146. pp.se. (Hozzáférés: 2012. november 6.)
- Koszmosz–146. spacefacts.de. (Hozzáférés: 2013. május 6.)
- Koszmosz–146. lib.cas.cz. [2013. október 13-i dátummal az eredetiből archiválva]. (Hozzáférés: 2013. május 6.)

| Elődje: Koszmosz–145 | Koszmosz-program 1967 | Utódja: Koszmosz–147 |